# Ontogeniczne sieci neuronowe
Ontogeniczne sieci neuronowe – sztuczne sieci neuronowe posiadające zdolność do samoregulacji i zmieniania swej struktury w czasie działania.